# Peugeot iOn
A Peugeot iOn a francia Peugeot autógyártó kisméretű elektromos autója, melyet 2010 és 2019 között gyártottak. A jármű a Mitsubishi Motors Corporationnel együttműködésben készült, és a Citroën C-Zero modellel is megegyezik.

## Leírás
Az iOnnal és annak ikertestvérével, a Citroën C-Zero-val a PSA csoport tovább erősíti a Mitsubishivel fennálló partnerségét, amely néhány évvel korábban az Outlander - C-Crosser - 4007 SUV triptichon közös tervezésével kezdődött. A kis elektromos Peugeot bemutatójára a Párizsi Autószalonon került sor 2010 őszén. Kezdetben azonban a Peugeot iOn csak bérelhető volt, ezért nem lehetett megvásárolni. 2011 elején azonban az iOn is megjelent a szaklapok árlistáin és a Peugeot palettáján, ami a rendszeres gyártás kezdetét jelentette.

### Jellemzők és felszereltség
Az autó két testvéréhez hasonlóan a kisebb Smarthoz hasonló tojás alakú kisbuszsort mutat be, amely azonban egy hagyományos belső égésű motorral hajtott városi autó, ráadásul mindössze 3 ajtós, míg az iOn a másik két, egymással szorosan összefüggő autóhoz hasonlóan praktikusabb 5 ajtós konfigurációt kínál. Az első fényszórók könnycsepp alakúak, a hátsók pedig magasra kidolgozottak, a szélvédő pedig nagyon nagy, így széles látótávolságot tesz lehetővé. Az előlapon megjelenik az új gyöngyház logó is, amelyet a francia cég úgy döntött, hogy fenntart a zéró emissziós modelljei számára.
Belül az iOn négyüléses jóváhagyással rendelkezik, és elég lakható, még akkor is, ha a csomagtartó biztosan nem az erőssége, a motortér nagy része miatt is. Másrészt az autó nagyon gazdag alapfelszereltséggel büszkélkedhet, beleértve: ABS, ESP, kipörgésgátló, 6 légzsák, elektromos ablakok, légkondicionáló, könnyűfém keréktárcsák, ködlámpák, sztereó rendszer CD-lejátszóval és USB-csatlakozóval, Bluetooth kézi- ingyenes készlet, osztható kanapé és szervokormány a sebességtől függően változtatható fordulatszámmal.
A Peugeot iOn két változatban kapható, az egyik józanabb, a másik pedig bőrkormánnyal is rendelkezik. Az egyetlen másik lehetőség a karosszéria színe, amelyet a megrendelő hét árnyalat közül választ.

### Motor
A Peugeot iOn egy teljes egészében elektromos hajtású jármű, állandó mágneses motorral rendelkezik, amely 47 kW vagy 64 LE teljesítményt ad le 3000 és 6000 ford./perc között. Ez a motor, mint már említettük, hátul van elhelyezve, és a hátsó kerekekre hat. Ez a szempont teszi az iOn-t az új évezred első hátsókerék-hajtású Peugeot-jává, valamint a francia cég első olyan autójává, amely csaknem húsz év után hátsókerék-meghajtással rendelkezik (utolsó az 505-ös volt, amely 2005-ben megszűnt. 1992 ).
A motort a legújabb generációs lítium-ion akkumulátorok hajtják, amelyek a jármű közepén helyezkednek el, és 88 50 Ah-s cellából állnak.
Az akkumulátorok újratöltéséhez egy speciális kábelt kell csatlakoztatni egy 220 V-os aljzathoz . A 100%-os töltés 6 órát vesz igénybe, de fél óra alatt elérheti a 30%-os töltöttséget.
Az autó használata is nagyon egyszerű, hiszen úgy közlekedik, mint egy normál városi autó, az üzemanyagszint-jelző helyett töltésjelzőt talál. Ezenkívül a villanymotor jellemzői, amelyek már alapjáraton is maximális nyomatékot tesznek elérhetővé, feleslegessé teszik a sebességváltó meglétét. Van azonban egy vezetésimód-választó, melynek használata hasonlít a sebességváltóéhoz. Az iOnon fellelhető többi technológiai "jóság" közül meg kell említeni a fékenergia-visszanyerő rendszert.

### Teljesítmény
Ami a maximális sebességet illeti, a cég 130 km/órás maximális sebességet hirdet, maximális autonómiája pedig 150 km, ami gazdaságos tempóval, azaz mindig félúton lévő gázpedállal érhető el. Gyorsabb tempó esetén jelentősen csökken az autonómia.

## Motorizációk
| Modell         | Elérhetőség    | Motor      | Erő           | Maximális nyomaték (Nm) | 0–100 km/h (másodperc) | Max. sebesség (Km/h) |
| iOn elektromos | debütálása óta | Elektromos | 49 kW (67 LE) | 180                     | 15.9                   | 137                  |

## Fordítás
Ez a szócikk részben vagy egészben  a   Peugeot iOn című olasz Wikipédia-szócikk ezen változatának fordításán alapul.  Az eredeti cikk szerkesztőit annak laptörténete sorolja fel. Ez a jelzés csupán a megfogalmazás eredetét és a szerzői jogokat jelzi, nem szolgál a cikkben szereplő információk forrásmegjelöléseként.